# Cyclotelus diversipes
Cyclotelus diversipes är en tvåvingeart som först beskrevs av Krober 1911.  Cyclotelus diversipes ingår i släktet Cyclotelus och familjen stilettflugor. Inga underarter finns listade i Catalogue of Life.